# The Fever
Pour les articles homonymes, voir Fever.
Pour plus de détails, voir Fiche technique et Distribution.
The Fever est un film américano-britannique réalisé par Carlo Nero, sorti en 2004.

## Fiche technique
- Titre : The Fever
- Réalisation : Carlo Nero
- Scénario : Carlo Nero et Wallace Shawn d'après sa pièce de théâtre[1]
- Musique : Claudio Capponi
- Photographie : Mark Moriarty
- Montage : Mel Quigley
- Production : Jason Blum
- Société de production : HBO Films et Blumhouse Productions
- Pays :  États-Unis et  Royaume-Uni
- Genre : Drame
- Durée : 83 minutes
- Dates de sortie : 
  -  Espagne : 24 septembre 2004 (Festival international du film de Saint-Sébastien)

## Distribution
- Vanessa Redgrave : la femme
- Cameron D'Angelo : le fils de la révolutionnaire
- Kiera D'Angelo : la fille de la révolutionnaire
- Geraldine James
- Angelina Jolie : la révolutionnaire
- Daria Knez : la jeune sœur de la révolutionnaire
- Kika Markham : la femme en rouge
- Michael Moore : le journaliste
- Joely Richardson : la femme à 30 ans
- Rade Šerbedžija : le diplomate
- Miriam Turner : la mère de la révolutionnaire